# Germantown, Ohio
Germantown là một làng thuộc quận Montgomery, tiểu bang Ohio, Hoa Kỳ. Năm 2010, dân số của làng này là 5547 người.

## Dân số
- Dân số năm 2000: 4884 người.
- Dân số năm 2010: 5547 người.